# Штейншнейдер, Мориц
Мориц Штейншнейдер (нем. Moritz Steinschneider; 30 марта 1816, Просниц, Моравия — 24 января 1907, Берлин) — австрийский и немецкий арабист,  гебраист и библиограф.

## Биография
Был директором женского училища, учреждённого при берлинской еврейской общине.

## Научное наследие
Известен своими обширными работами по еврейской библиографии и по описанию еврейских рукописей в библиотеках бодлеанской (Берлин, 1857), лейденской (1857), мюнхенской (Мюнхен, 1875 и 1895), гамбургской (1878) и берлинской (1878). 

### Авторство
Первый общий очерк истории еврейской литературы (напечатан в энциклопедии Эрша и Грубера, под заглавием: «Jüdische Litteratur», в 27 томе 2-й серии, и отдельно на английском языке, Л., 1857); «Polemische und apologetische Litteratur in arabischer Sprache» (Лейпциг, 1877); «Die hebräischen Uebersetzungen des Mittelalters und die Juden als Dolmetscher» (Б., 1893); «Die Uebersetzungen aus dem Griechischen» (1891—1896).
В области арабской литературы Штейншнейдеру принадлежат историко-библиографические исследования сочинений философского, медицинского и математического содержания: «Al-Farabi (Alpharabus) des arabischen Philosophen Leben und Schriften» (СПб., 1869, «Мемуары Академии Наук»); «Donnolo. Pharmakologische Fragmente aus dem X Jahrh.» (Б., 1868); ряд очерков об арабских медицинских сочинениях в «Archiv’e» Вирхова (1871—1873); «Vite di matematici Arabi tratte da un’opera inedita di B. Baldi» (Рим, 1874) и др.